# Tribù e caste riconosciute dall'India

Distribuzione delle caste riconosciute in India per stato secondo il censimento del 2011 Il Punjab ha la più alta percentuale di caste riconosciute in rapporto alla popolazione (~32%), mentre i territori insulari, l'Arunachal Pradesh e il Nagaland ne hanno lo 0%.

Percent of scheduled tribes in India by tehsils by census 2011

Mappa della distribuzione delle tribù riconosciute in India per stato secondo il censimento del 2011 Il Mizoram e le isole Laccadive hanno la più alta percentuale di tribù (~95%), mentre Punjab, Haryana, Delhi e Chandigarh hanno lo 0%.

Tribù e caste riconosciute dall'India (in inglese Scheduled Tribes e Scheduled Castes, in hindi Anusuchit Janjati e Anusuchit Jati) è la definizione ufficiale di diversi gruppi etnici o sociali storicamente svantaggiati in India.
I termini sono riconosciuti nella costituzione dell'India, ai fini di un loro superamento mediante politiche pubbliche di affirmative action.

## Storia
Durante il periodo di governo britannico erano conosciuti come "Depressed Classes": "Classi basse".
Nella moderna letteratura, le caste riconosciute vengono anche chiamate Dalit (Paria) mentre per le tribù riconosciute è usato il termine Adivasi.
Le caste e tribù riconosciute comprendono rispettivamente il 15,6 % e l'8,6% della popolazione indiana (censimento del 2011). La costituzione elenca 1108 caste in 29 stati e 744 tribù in 22 stati secondo la prima stesura.
Dall'indipendenza, le caste e le tribù riconosciute hanno uno status a cui è garantita una rappresentanza politica.

## Politiche pubbliche
Gli articoli 341 and 342 della Costituzione indiana davano al Presidente ed ai Governatori degli Stati l'incombenza di redigere una lista delle caste e delle tribù. Ciò avvenne mediante due atti: The Constitution (Scheduled Castes) Order, 1950 ed il The Constitution (Scheduled Tribes) Order, 1950,. L'incarico fu espletato coinvolgendo uno dei giuristi più esposti nella richiesta dell'inclusione sociale, sin dai tempi dell'Assemblea costituente: B. R. Ambedkar, appartenente alla casta degli Intoccabili.
Sulla scorta delle norme costituzionali, sono poi stati messi in campo vari strumenti per ridurre il dislivello sociale e rafforzare la coesione tra tutti gli indiani:
- Protective arrangements: si tratta delle misure che rafforzano l'eguaglianza, punendo le trasgressioni e le pratiche che perpetuano lo stigma sociale verso gruppi o singoli; tra di esse vi sono quelle introdotte con The Untouchability Practices Act, 1955, Scheduled Caste and Scheduled Tribe (Prevention of Atrocities) Act, 1989, The Employment of Manual Scavengers and Construction of Dry Latrines (Prohibition) Act, 1993[13];
- Affirmative action: trattamenti che assicurano in positivo azioni pubbliche nell'assegnazione di lavoro e nell'accesso al sistema dell'istruzione, anche ad un elevato livello. Ciò avviene per lo più con un sistema di quote riservate[14], autorizzato a livello statale da un'apposita previsione della Costituzione federale[15].
- Development: Fornisce risorse e benefici per ridurre il dislivello sociale tra le comunità e le caste, visto che il 37% delle loro popolazioni vive sotto il livello di povertà, rispetto all'11% della media degli appartenenti agli altri gruppi sociali[16].

## Contenzioso costituzionale
La Corte suprema ha validato il sistema di attuazione della Costituzione, soprattutto per quanto riguarda le affirmative actions, attenendosi anche alle risultanze della Mandal Commission (un rapporto che raccomanda che queste politiche pubbliche si applichino non solo ai Paria, ma anche alle altre caste e tribù disagiate).
Più problematico si è rivelato il rapporto tra le misure punitive e le garanzie costituzionali: quando è giunto allo scrutinio di costituzionalità il Scheduled Caste and Scheduled Tribe (Prevention of Atrocities) Act, 1989, la Corte ha annullato alcune previsioni processuali penali che differenziavano in negativo (per esempio negando la libertà su cauzione) il trattamento dei crimini originati dalla discriminazione castale: la decisione in proposito, adottata nel marzo 2018, ha prodotto una certa turbolenza sociale ed il Parlamento ha cercato di limitarne gli effetti con il The Scheduled Castes and the Scheduled Tribes (Prevention of Atrocities) Amendment Act of 2018.